# Mel Lewis
Pour les articles homonymes, voir Lewis et Sokoloff.
Mel Lewis, de son vrai nom Melvin Sokoloff, né le 10 mai 1929 à Buffalo dans l'État de New York et mort le 2 février 1990 à New York est un batteur et chef d'orchestre de jazz américain. C'est un représentant du jazz West Coast.

## Biographie

### Grands orchestres et West Coast
Mel Lewis commence sa carrière professionnelle à l'âge de 15 ans. Il joue dans les big bands de Boyd Raeburn, Alvino Rey, Ray Anthony, Tex Beneke et, surtout, de 1954 à 1957 dans celui de Stan Kenton. En 1957, il exerce comme musicien de studio à Los Angeles et participe à de nombreux enregistrements de formations de Jazz West Coast.

### New York
À partir de 1960, Lewis s'installe à New York où là aussi, il mène surtout une carrière de musicien de studio. Il joue dans le « Gerry Mulligan's Concert Jazz Band », fait une tournée en Europe avec l'orchestre de Dizzy Gillespie en 1961, et une tournée en URSS avec celui de Benny Goodman.

### Thad Jones/Mel Lewis Orchestra
En parallèle à son intense activité en studio, Mel Lewis, à partir de 1965, codirige un orchestre avec le trompettiste Thad Jones, le Thad Jones/Mel Lewis Orchestra qui est un des meilleurs big bands de l'époque. En 1979, Thad Jones quitte l'orchestre pour aller s'installer en Europe. Mel Lewis continue à diriger ce big band, qui se produit tous les lundis au Village Vanguard, jusqu'au décès du batteur en 1990.

## Discographie partielle

### Comme leader
- 1957 : Mel Lewis Sextet, Mode Records MOD LP #103

### Comme co-leader
- 1958 : Bill Holman-Mel Lewis Quintet : Jive for Five, Andex Records A-3005

### Comme sideman
- 1955 : Pete Jolly : Duo, Trio, Quartet, RCA Records NL-45991
- 1955 : Pete Jolly : The Five, RCA Records LPM-1121
- 1956 : Bill Perkins : On Stage, Pacific Jazz Records PJ-1221
- 1956 : Stu Williamson : Stu Williamson, Bethlehem Records BCP-55
- 1957 :  Max Bennett : Max Bennett, Bethlehem Records BCP-48
- 1957 : Quincy Jones : Go West, Man!, ABC-Paramount Records ABC-186
- 1957 : Dave Pell's Jazz Octet : A Pell Of A Time, RCA Records LPM-1524
- 1957 : Pepper Adams Quintet : Pepper Adams Quintet, Mode Records MOD-LP #112
- 1957 : Herbie Mann & Buddy Collette : Flute Fraternity, Mode Records MOD-LP #114
- 1958 : Shorty Rogers and His Giants : Gigi in Jazz, RCA Records LPM-1696
- 1958 : Bill Holman : In A Jazz Orbit, Andex Records A-3004
- 1958 : Bob Cooper : Coop! The Music of Bob Cooper, Contemporary Records C-3544
- 1959 : Jack Sheldon : Jack's Groove, GNP Records GNP 60
- 1959 : Art Pepper : Art Pepper+Eleven : Modern Jazz Classics, Contemporary Records S-7568
- 1959 : Jimmy Rowles Septet : Weather In A Jazz Vane, Andex Records A-3007
- 1959 : Gerry Mulligan et Ben Webster : Gerry Mulligan Meets Ben Webster, Verve Records MGV 8343
- 1962 : Two of a Mind de Paul Desmond et Gerry Mulligan